# Espíritu de Ermua
Espíritu de Ermua es un término que hace referencia al carácter del movimiento cívico espontáneo surgido tras el secuestro y posterior asesinato a manos de ETA de Miguel Ángel Blanco entre los días 10 y 12 de julio de 1997, concejal por el Partido Popular de la localidad vizcaína de Ermua en España.

## Historia
El espíritu de Ermua se materializó en manifestaciones espontáneas en toda España como expresión de la solidaridad con el secuestrado en un principio y, por extensión, con todas las víctimas del terrorismo de ETA en más tarde. El movimiento supuso un punto de inflexión en la percepción que la sociedad española tenía de la actitud de la sociedad vasca ante el grupo terrorista, ya que si bien no encontraba mayor apoyo en la sociedad, esta no mostraba un rechazo tajante como sucedió a partir de entonces.
Las manifestaciones cívicas que se sucedieron durante esos días fueron de las más multitudinarias de la historia reciente de España, como también lo fueron las exequias de los abogados de Atocha de 1977, las congregaciones durante el intento de golpe de Estado de 1981 o las manifestaciones contra la invasión de Irak de 2003.
El término, sin embargo, fue acuñado antes del suceso por el periódico ABC, para referirse a la unidad de todos los partidos democráticos contra ETA y su entorno y, concretamente, a la moción de censura presentada en el ayuntamiento de Mondragón por PNV, PSE-EE y EA con el objetivo obligar a Herri Batasuna a dejar la alcaldía de esa localidad.

### Consecuencias
El espíritu de Ermua fue un punto de inflexión en la historia reciente vasca. El secuestro y asesinato de Miguel Ángel provocaría un sentimiento social multitudinario de rechazo hacia el terrorismo, que ya habían iniciado anteriormente movimientos cívicos como Gesto por la Paz (1996) y que se unía a la repulsa por las masacres de Hipercor o la casa cuartel de Zaragoza del año anterior. A partir de entonces las organizaciones y las expresiones en contra de la violencia de ETA aumentaron exponencialmente.
Posteriormente, también fue utilizado como arma electoral arrojadiza entre los principales partidos del Gobierno, pero también inspiró organizaciones cívicas como Foro Ermua. 